# Taylor Gray
Taylor Arthur Gray (født 7. september 1993 i Californien, USA) er en amerikansk tegnefilmsdubber. Han er bedst kendt som stemmen bag Ezra Bridger i Star Wars Rebels.